# You Me at Six
You Me at Six (auch YMAS, YM@6 oder youmeatsix) war eine englische Pop-/Rock- und Pop-Punk-Band, die im Jahre 2004 in Weybridge (Surrey) gegründet wurde. Die Band löste sich im Frühjahr 2025 nach einer Abschiedstournee auf.

## Bandgeschichte

### Frühe Phase (2004–2008)
Die Band You Me at Six wurde in Weybridge gegründet. In der Zeit von 2005 bis 2007 hatte die Gruppe mehrere kleine Konzerte, die über ganz Großbritannien verteilt waren. In den Anfangsjahren von You Me at Six wurden die Musikstücke häufig von Screams dominiert, so beispielsweise auf der ersten EP We Know What It’s Like to Be Alone.
2007 wurde eine weitere EP veröffentlicht, die aber keinen Namen besitzt. Ab 2007 hatte die Band auch größere Konzerte, das Plattenlabel Slam Dunk nahm sie unter Vertrag und Craig Jennings von Raw Power Management wurde ihr Manager.

### Take Off Your Colours(2008–2010)
Im Jahr 2008 veröffentlichte die Band ihr erstes Studioalbum Take Off Your Colours. Das Album schaffte es bis auf Platz 25 der britischen Albumcharts. Vom 15. Oktober bis zum 4. November 2008 fand eine Tour für dieses Album statt. 2007 wurde die Band bei den Kerrang! Awards als „Newcomerband des Jahres“ und 2008 als „Band des Jahres“ nominiert.
Die Band hatte im Jahr 2009 vom 6. bis zum 13. März 2009 mit der 7:7:7 Tour ihre erste Tournee als Headliner. Im Mai 2009 wurde die fünfte Single Finders Keepers veröffentlicht. Außerdem spielte die Band vom 1. bis zum 23. August 2009 bei der Vans Warped Tour 2009 und durfte am 6. Dezember 2009 als Vorgruppe der Gruppe Paramore in Köln, am 4. Dezember in Berlin und am 3. Dezember in Hamburg auftreten. Außerdem traten sie 2009 beim Festival Rock am Ring auf.

### Hold Me Down(2010–2011)
Ein Jahr nach der Veröffentlichung ihres Debütalbums meldete sich die englische Gruppe nun mit ihrem zweiten Album Hold Me Down zurück. Am 17. Juni 2011 traten sie als eine der ersten Bands beim Hurricane Festival auf. 2010 verlor You Me at Six bei den Kerrang Awards für die beste britische Band gegen Bullet for My Valentine, gewann aber mit Liquid Confidence den Award für die beste Single des Jahres.

### Sinners Never Sleep(2011–2013)
Im Oktober 2011 veröffentlichte die Band ihr drittes Album auf iTunes und in Form einer Deluxe Edition auf CD (enthält Dokumentation Bite My Tongue). Das Album erreichte Platz 3 der Charts.
Das Album zeigt viele Referenzen zu alten Alben so wird zum Beispiel in Time Is Money, bei dem Parkway-Drive-Sänger Winston McCall als Gast zu hören ist, das Album Hold Me Down besungen "We've grown a lot since hold me down" und in Crash wird kurz auf Always Attract eingegangen: "I’ve said this all before, but opposites attract." Loverboy war die erste Singleauskopplung. Die Dokumentation der Band ist nach dem Lied Bite My Tongue (featuring Oliver Sykes von Bring Me the Horizon) benannt. 2011 und 2012 gewann die Band schließlich den Kerrang Award als beste britische Band. 2012 war die Gruppe zudem in fünf Kategorien nominiert.
2013 gewann You Me at Six den Award für das beste Konzert des Jahres. Ausgezeichnet wurde ihr Konzert im Wembley Stadium 2012.
Im November 2013 war die Band als Vorgruppe von 30 Seconds to Mars bei ihrer Love Lust Faith and Dreams Tour in Deutschland, Schweiz und England zu sehen.
Darüber hinaus wurde im selben Jahr die Single Lived a Lie Teil des Videospiels „FIFA 14“.

### Cavalier Youth(seit 2013)
Im Januar 2014 veröffentlichte die Band ihr viertes Studioalbum. Es schaffte auf Anhieb den Einstieg auf Platz 1 der offiziellen Albumcharts im Vereinigten Königreich. Nachdem You Me At Six als Vorband der Musikgruppe 30 Seconds to Mars mehrere Auftritte in deutschen Großstädten hatte, kam die Band im März 2014 als Headliner für einige Konzerte zurück nach Deutschland und spielten dort überwiegend in Clubs (z. B. STROM Linienclub in München).

### Auflösung
Am 31. Januar 2024 gaben die Musiker offiziell bekannt, dass die Gruppe nach der Absolvierung einer ausgedehnten Abschiedstournee im Laufe des Jahres 2025 aufgelöst wird.

## Musikstil
You Me at Six spielt rockig-poppigen Emocore mit einigen Screamo-Elementen, der sich laut Laut.de vor allem durch ein „kräftiges Schlagzeug“ und „harte Gitarrenwände“ auszeichnet. Die Musik der Gruppe wurde mit den Jahren etwas softer und orientiert sich nun mehr am Hardrock. Als Vergleichsgröße wird Fall Out Boy genannt.

## Diskografie

### Alben
| Jahr | Titel                 | Höchstplatzierung, Gesamtwochen, AuszeichnungChartplatzierungen (Jahr, Titel, Platzierungen, Wochen, Auszeichnungen, Anmerkungen) | Höchstplatzierung, Gesamtwochen, AuszeichnungChartplatzierungen (Jahr, Titel, Platzierungen, Wochen, Auszeichnungen, Anmerkungen) | Höchstplatzierung, Gesamtwochen, AuszeichnungChartplatzierungen (Jahr, Titel, Platzierungen, Wochen, Auszeichnungen, Anmerkungen) | Höchstplatzierung, Gesamtwochen, AuszeichnungChartplatzierungen (Jahr, Titel, Platzierungen, Wochen, Auszeichnungen, Anmerkungen) | Anmerkungen                                               |
| Jahr | Titel                 | DE | CH | UK | US | Anmerkungen                                               |
| ---- | --------------------- | --- | --- | --- | --- | --------------------------------------------------------- |
| 2008 | Take Off Your Colours | — | — | UK25 Gold · (3 Wo.)UK | — | Erstveröffentlichung: 6. Oktober 2008 Verkäufe: + 100.000 |
| 2010 | Hold Me Down          | — | — | UK5 Gold · (5 Wo.)UK | — | Erstveröffentlichung: 11. Januar 2010 Verkäufe: + 100.000 |
| 2011 | Sinners Never Sleep   | — | — | UK3 Gold · (23 Wo.)UK | — | Erstveröffentlichung: 3. Oktober 2011 Verkäufe: + 100.000 |
| 2014 | Cavalier Youth        | DE85 (1 Wo.)DE | CH75 (1 Wo.)CH | UK1 Gold · (11 Wo.)UK | US124 (1 Wo.)US | Erstveröffentlichung: 27. Januar 2014 Verkäufe: + 100.000 |
| 2017 | Night People          | — | — | UK3 (3 Wo.)UK | — | Erstveröffentlichung: 6. Januar 2017                      |
| 2018 | VI                    | — | — | UK6 (1 Wo.)UK | — | Erstveröffentlichung: 5. Oktober 2018                     |
| 2021 | Suckapunch            | DE54 (1 Wo.)DE | — | UK1 (1 Wo.)UK | — | Erstveröffentlichung: 15. Januar 2021                     |
| 2023 | Truth Decay           | — | — | UK4 (1 Wo.)UK | — | Erstveröffentlichung: 10. Februar 2023                    |

### EPs
- 2005: We Know What It Means to Be Alone
- 2007: namenlose EP

### Singles
| Jahr | Titel Album                                      | Höchstplatzierung, Gesamtwochen, AuszeichnungChartplatzierungen (Jahr, Titel, Album, Platzierungen, Wochen, Auszeichnungen, Anmerkungen) | Höchstplatzierung, Gesamtwochen, AuszeichnungChartplatzierungen (Jahr, Titel, Album, Platzierungen, Wochen, Auszeichnungen, Anmerkungen) | Höchstplatzierung, Gesamtwochen, AuszeichnungChartplatzierungen (Jahr, Titel, Album, Platzierungen, Wochen, Auszeichnungen, Anmerkungen) | Höchstplatzierung, Gesamtwochen, AuszeichnungChartplatzierungen (Jahr, Titel, Album, Platzierungen, Wochen, Auszeichnungen, Anmerkungen) | Anmerkungen                             |
| Jahr | Titel Album                                      | DE | CH | UK | US | Anmerkungen                             |
| ---- | ------------------------------------------------ | --- | --- | --- | --- | --------------------------------------- |
| 2008 | Jealous Minds Think Alike Take Off Your Colours  | — | — | UK100 (1 Wo.)UK | — |                                         |
| 2009 | Finders Keepers Take Off Your Colours            | — | — | UK33 (3 Wo.)UK | — | Erstveröffentlichung: 25. Mai 2009      |
| 2009 | Kiss and Tell Take Off Your Colours              | — | — | UK42 (2 Wo.)UK | — |                                         |
| 2010 | Underdog Hold Me Down                            | — | — | UK49 Silber · (3 Wo.)UK | — | Erstveröffentlichung: 22. Februar 2010  |
| 2010 | Liquid Confidence (Nothing to Lose) Hold Me Down | — | — | UK86 (2 Wo.)UK | — | Erstveröffentlichung: 26. April 2010    |
| 2010 | Stay with Me Hold Me Down                        | — | — | UK52 Silber · (2 Wo.)UK | — |                                         |
| 2011 | Rescue Me Breakfast                              | — | — | UK21 (3 Wo.)UK | — | mit Chiddy Bang                         |
| 2011 | Loverboy Sinners Never Sleep                     | — | — | UK39 (3 Wo.)UK | — | Erstveröffentlichung: 17. Oktober 2011  |
| 2012 | The Swarm –                                      | — | — | UK23 (5 Wo.)UK | — |                                         |
| 2012 | No One Does It Better Sinners Never Sleep        | — | — | UK92 (1 Wo.)UK | — |                                         |
| 2013 | Lived A Lie Cavalier Youth                       | — | — | UK11 (4 Wo.)UK | — | Erstveröffentlichung: 2. September 2013 |
| 2013 | Hope for the Best Cavalier Youth                 | — | — | UK75 (1 Wo.)UK | — |                                         |
| 2013 | Fresh Start Fever Cavalier Youth                 | — | — | UK46 (3 Wo.)UK | — | Erstveröffentlichung: 9. Dezember 2013  |

Weitere Singles
- 2007: Save It for the Bedroom
- 2008: If I Were in Your Shoes
- 2008: Gossip
- 2009: Save It for the Bedroom (neue Version)
- 2009: The Consequence
- 2011: Bite My Tongue (feat. Oliver Sykes, UK: Silber)
- 2014: Room to Breathe
- 2014: Forgive and Forget
- 2015: Win Some, Lose Some
- 2016: Night People
- 2016: Plus One
- 2016: Give
- 2016: Swear
- 2016: Heavy Soul
- 2017: Take on the World (UK: Silber)
- 2018: Fast Forward
- 2018: 3AM
- 2018: I O U
- 2018: Back Again
- 2018: Straight to My Head
- 2019: What’s It Like
- 2020: Our House (The Mess We Made)
- 2020: Make Me Feel Alive
- 2020: Suckapunch
- 2021: Adrenaline

## Auszeichnungen
- 2010: Kerrang Awards: Best Single (Liquid Confidence)[3]
- 2011: Kerrang Awards: Best British Band
- 2012: Kerrang Awards: Best British Band
- 2013: Kerrang Awards: Best Event (Wembley Stadium 2012)